# Berdorf
Berdorf é uma comuna do Luxemburgo, pertence ao distrito de Grevenmacher e ao cantão de Echternach.

## Demografia
Dados do censo de 15 de fevereiro de 2001:
- população total: 1.304
  - homens: 645
  - mulheres: 659
- densidade: 59,46 hab./km²
- distribuição por nacionalidade:

| Nacionalidade  | População | %      |
| -------------- | --------- | ------ |
| luxemburgueses | 791       | 60,66% |
| estrangeiros   | 513       | 39,34% |
| - portugueses  | 117       | 8,97%  |
| - franceses    | 29        | 2,22%  |
| - italianos    | 4         | 0,31%  |
| - belgas       | 26        | 1,99%  |
| - alemães      | 45        | 3,45%  |
| - iuguslavos   | 239       | 18,33% |
| - outros       | 53        | 4,06%  |

- Crescimento populacional:

| Ano        | População |
| ---------- | --------- |
| 15/02/2001 | 1.304     |
| 01/01/2002 | 1.345     |
| 01/01/2003 | 1.355     |
| 01/01/2004 | 1.426     |
| 01/01/2005 | 1.432     |
| 31/12/2011 | 1.916     |